# Villa Paolina (Sesto Fiorentino)

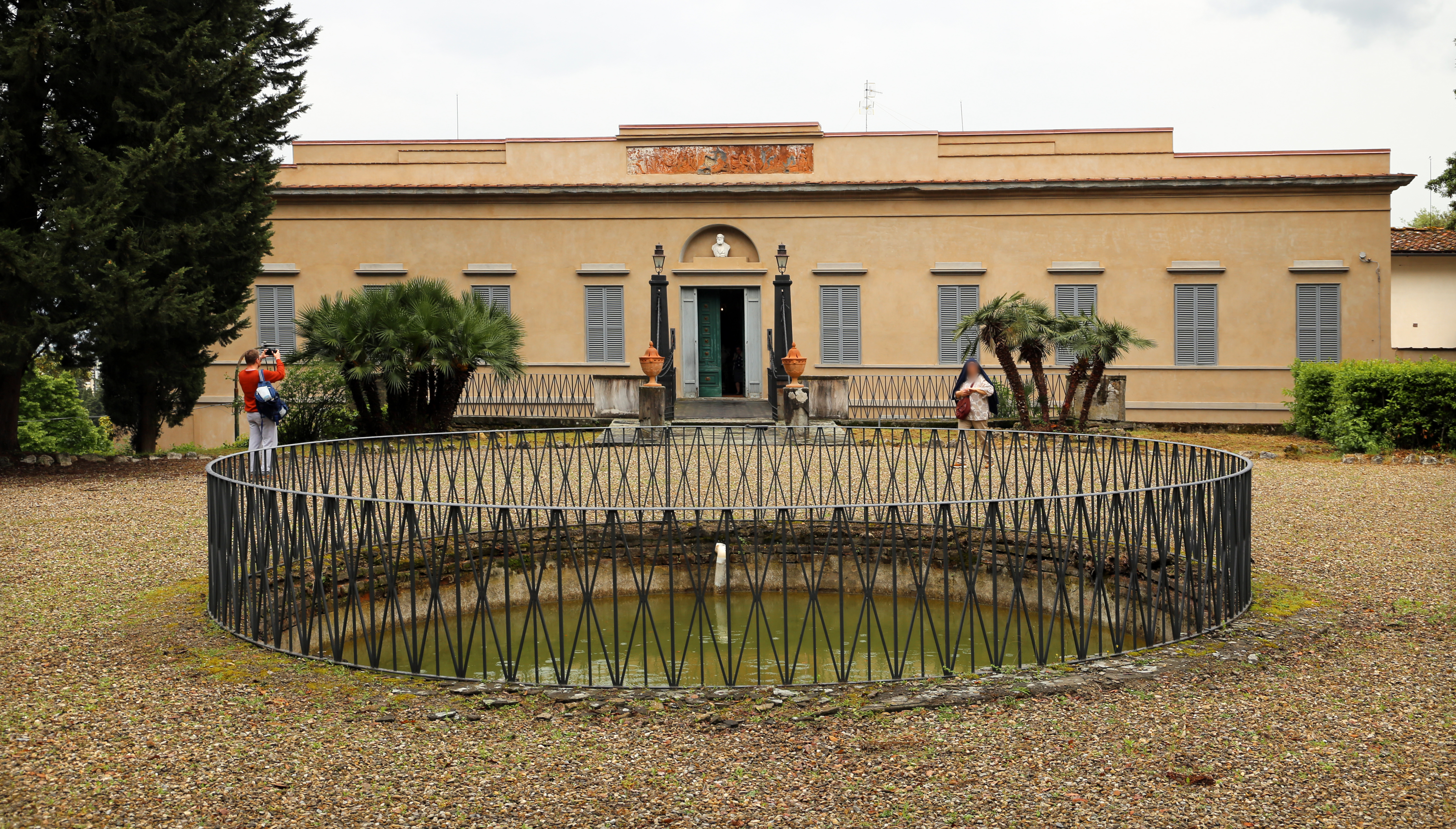
La fontana nel parco all'inglese davanti alla villa

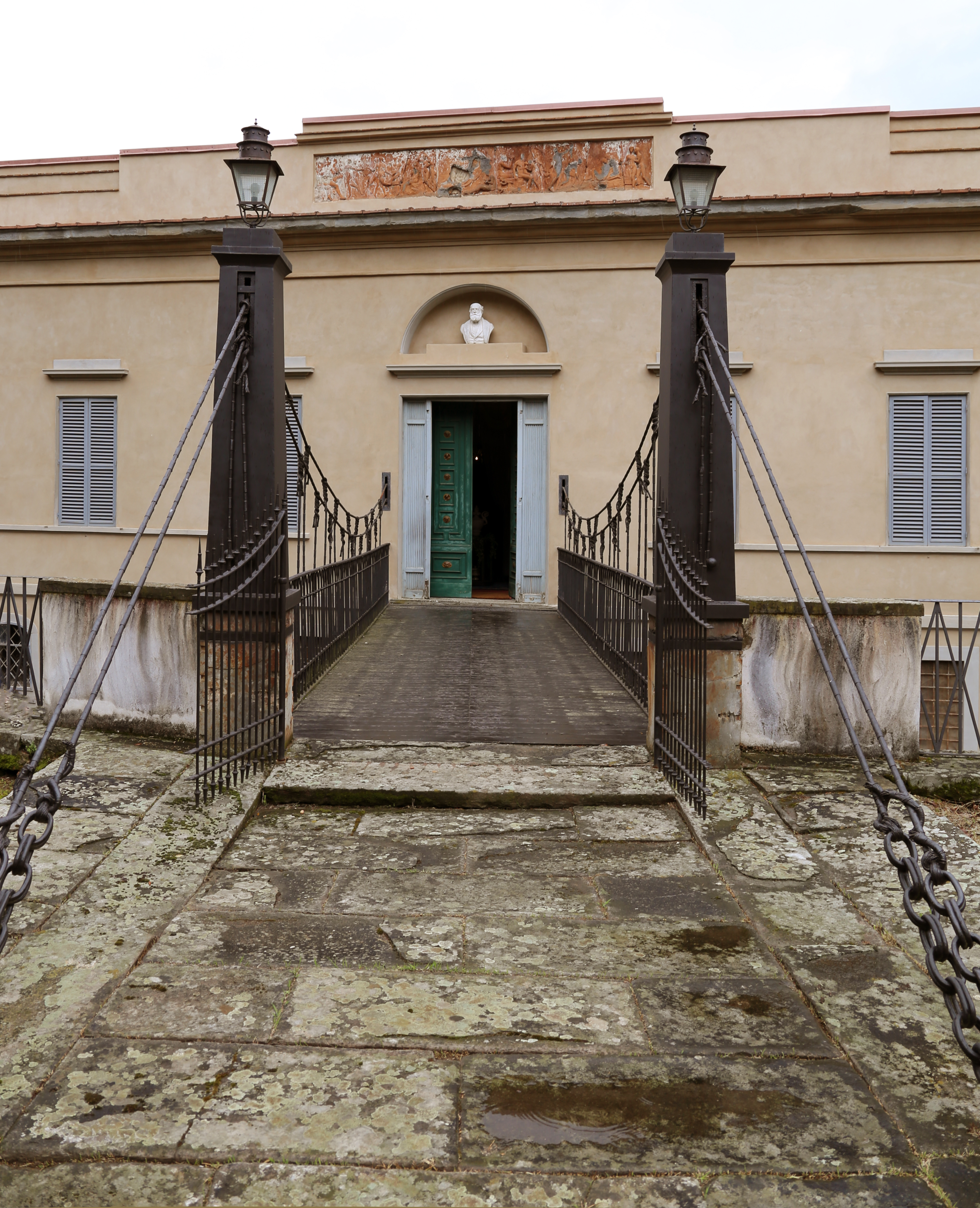
Il pontile per il parco

Villa Paolina o Baldini-Dufour, si trova a Sesto Fiorentino (FI) in via di Castello 47. Deve il suo nome a Paolina Bonaparte, per la quale venne costruita e che vi soggiornò con il marito.

## Storia e descrizione
Anticamente apparteneva alla famiglia Petruzzi (o Petrucci), poi nel 1553 venne ceduta ad Antonio Torrigiani, che possedeva altre ville nella zona. Nel 1659 fu acquistata da Benedetto Dragomanni e nel 1825 divenne di proprietà del Principe Camillo Borghese, che la fece ristrutturare in onore di sua moglie Paolina.
Oggi si presenta come una delle più interessanti ville in stile compiutamente neoclassico. I lavori di ammodernamento ebbero luogo tra il 1826 e il 1831 su progetto di Antonio Carcopino e decorazioni di Giuseppe Bezzuoli e Francesco Pozzi, mentre le statue e i bassorilievi allegorici della facciata furono scolpiti da Aristodemo Costoli. 
Attorno alla villa fu realizzato un vasto parco romantico all'inglese, secondo la moda dell'epoca, corredato anche da un giardino alla francese, con parterre, aiuole fiorite e conche con piante di agrumi. Tra le essenze arboree del parco ci sono cipressi, lecci e castagni.
Il terreno boscoso sul retro, l'odierno parco piantato a cipressi e lecci, si trovava tagliato dalla strada di Castello e notevolmente rialzato, per cui venne ideato un passaggio a "cavalcavia" con una passerella in ferro sospesa con un sistema di cavi, che unisce ancora oggi il bosco con il primo piano del retro dell'edificio. In questa parte si trovano una grotta artificiale, con concrezioni spugnose, un anfiteatro ed alcune statue in pietra serena.